# Walter Preißler
Walter Preißler (* 8. April 1915 in Buckwa bei Falkenau, Österreich-Ungarn; † 3. Februar 2005) war ein deutscher Jurist und Politiker (GB/BHE, GDP, CDU).

## Leben
Nach dem Abitur am Deutschen Gymnasium in Eger nahm Preißler ein Studium der Rechtswissenschaften an der Deutschen Universität Prag auf, das er an der dortigen juristischen Fakultät mit der Promotion zum Dr. jur. beendete. Er arbeitete zunächst beim Amtsgericht Falkenau und war anschließend als Berater für Sozialrecht tätig. Preißler beantragte am 29. Dezember 1938 die Aufnahme in die NSDAP und wurde rückwirkend zum 1. November desselben Jahres aufgenommen (Mitgliedsnummer 6.608.246).
Nach dem Zweiten Weltkrieg siedelte Preißler als Heimatvertriebener nach Westdeutschland über und ließ sich in Hessen nieder. Hier arbeitete er im Bereich des Volksschulwesens. Außerdem schloss er sich dem Bund der Vertriebenen (BdV) an und war später dessen Kreisvorsitzender in Wetzlar. Von 1980 bis 1989 fungierte er als Bundesvorsitzender des Bundes der Egerländer.
Anfang der 1950er Jahre zählte er zu den Mitbegründern des GB/BHE in Wetzlar. Er wurde im Mai 1961 Mitglied der GDP, die in Hessen im September 1962 in GDP/BHE umbenannt wurde. 1969 war er – erfolglos – Spitzenkandidat auf der hessischen Landesliste der dann unter GPD firmierenden Partei für die  Bundestagswahl; sie erreichte in Hessen nur 0,6 % der Zweitstimmen. Von 1968 bis 1972 war er stellvertretender Bundesvorsitzender der GPD. 1972 wechselte er zur CDU über.
Preißler war Kreistagsmitglied des Kreises Wetzlar. Dem Hessischen Landtag gehörte er von 1954 bis zu seiner Mandatsniederlegung am 9. März 1955 sowie erneut von 1958 bis 1966 an. Er war zunächst Erster Kreisbeigeordneter und amtierte von 1952 bis 1955 als Landrat des Kreises Wetzlar. Von Februar 1955 bis Dezember 1962 war er Staatssekretär im Innenministerium des Landes Hessen.